# Lista de paróquias da Luisiana

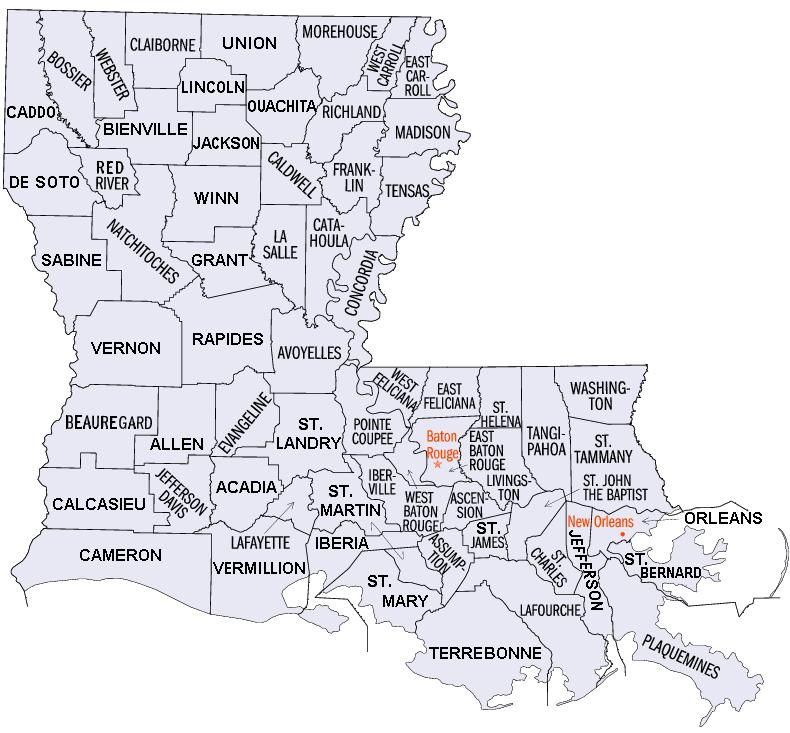
Mapa das paróquias da Luisiana

O Estado da Luisiana é dividido em 64 paróquias da mesma forma que 48 dos demais estados dos Estados Unidos, são divididos em condados (Alasca é dividido em boroughs e regiões censitárias).
Luisiana era formada de colônias francesas e espanholas, que oficialmente seguiam a Igreja Católica Romana. Consequentemente, o governo local foi baseado em paróquias, como a divisão eclesiástica local. Na sequência da Compra da Luisiana em 1803, o Conselho Legislativo Territorial dividiu o Território de Orleans (o antecessor do estado da Luisiana) em doze condados. As fronteiras desses condados foram mal definidas, mas praticamente coincidiram com a paróquias coloniais e, portanto, utilizou-se os mesmos nomes.
Em 31 de março de 1807, o legislador territorial, dividiu o estado em 19 paróquias, sem se livrar dos antigos condados (que continuaram a existir até 1845).

Em 1811, uma convenção constitucional foi realizada para se prepararem para a admissão de Louisiana na União. Esta convenção organizou o estado em sete distritos judiciais, cada um deles constituído por grupos de paróquias. Em 1816, o primeiro mapa oficial do estado utilizou o termo, tal como fez a Constituição em 1845. Desde então, o termo oficial para a primeira divisão civil da Luisiana é paróquia.

## Lista em ordem alfabética
| - Acádia - Allen - Ascension - Assumption - Avoyelles - Beauregard - Bienville - Bossier - Caddo - Calcasieu - Caldwell - Cameron - Catahoula - Claiborne - Concordia - De Soto | - East Baton Rouge - East Carroll - East Feliciana - Evangeline - Franklin - Grant - Iberia - Iberville - Jackson - Jefferson - Jefferson Davis - La Salle - Lafayette - Lafourche - Lincoln - Livingston | - Madison - Morehouse - Natchitoches - Nova Orleães - Ouachita - Plaquemines - Pointe Coupee - Rapides - Red River - Richland - Sabine - St. Bernard - St. Charles - St. Helena - St. James - St. John the Baptist | - St. Landry - St. Martin - St. Mary - St. Tammany - Tangipahoa - Tensas - Terrebonne - Union - Vermilion - Vernon - Washington - Webster - West Baton Rouge - West Carroll - West Feliciana - Winn |